# Militärkamouflage
- Övre vänster: Ett vanligt kamouflagemönster.
- Övre höger: Soldater i vinterkamouflage.
- Undre vänster:  Stridsfordon 90 kamouflerat med granruskor.
- Undre höger: Prickskyttar i ghilliedräkt.

Kamouflering eller maskering syftar inom det militära på metoder till att göra egna enheter och anläggningar svårare att upptäcka för motståndare.
En enkel form av kamouflageteknik är att föremålet som ska döljas (exempelvis en stridsdräkt eller ett  stridsfordon) ges samma färg som den dominerande bakgrundsfärgen i fält, exempelvis olivgrön för skogsterräng och beige för öken. För att göra kamouflaget mer effektivt är det vanligt att bryta upp föremålets konturer genom att det förses med ett mönster av flera färger. Mönstren kan se olika ut och innehålla ränder, fläckar eller oregelbundet formade fält.
Snödräkt är ett vinterkamouflage som ska skydda mot upptäckt. Dräkten används flitigt av soldater och prickskyttar, men också av civila jägare. Dräkten är ett överdragsplagg vilket innebär att den inte har någon isolering, men den skyddar dock mot vind, snö och lättare väta.

## Historia

### Förhistoria
Kamouflage torde ha brukats för konflikt och jakt sedan förhistorisk tid då det ligger nära till hands att skymma saker med grönska. Under medeltiden förekom tanken att bära naturfärger vid jakt för att smälta in i naturen, såsom grönt under sommaren och grått under vintern men det är svårt att säga hur populärt det var att följa denna praxis.

### 1800-talet

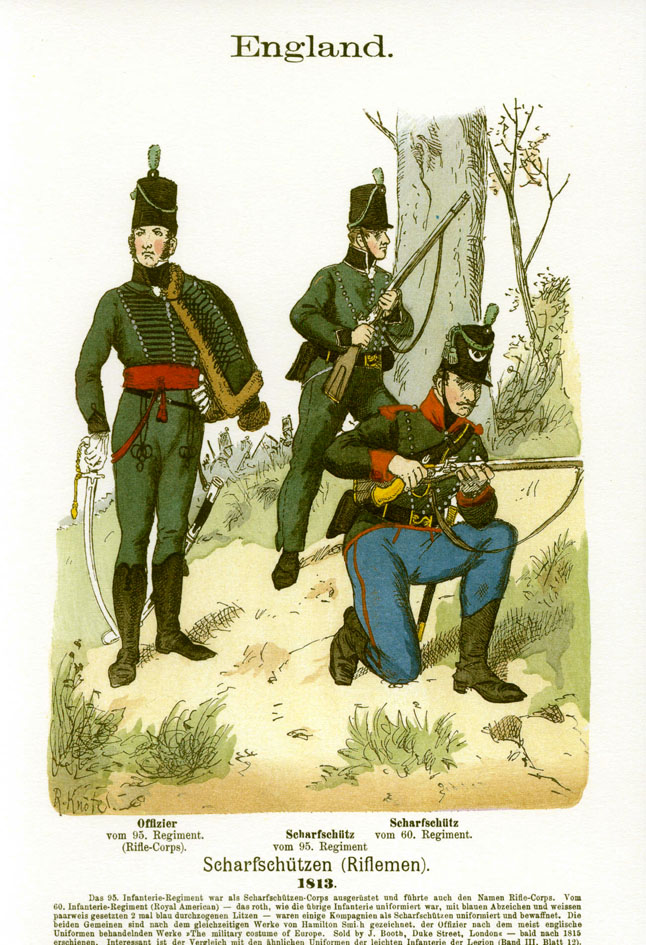
Till vänster: officer och soldat i brittiska 95:e fotregementet. Till höger: soldat i brittisk-kanadensiska 60:e gevärsregementet.

Under napoleonkrigen fanns en brittisk skärmytsarbrigad, Brittiska 95:e fotregementet(en) (engelska: 95th Regiment of Foot), en form av jägarförband med inriktning på tiraljering, flankering och blänkning etc, som i dagligt tal var kända som ”grönjackor” (greenjackets) på grund av deras användning av skogsgröna uniformer i kamouflerande syfte.
Principen om mindre synliga uniformer spred sig under 1800-talet och under amerikanska inbördeskriget introducerade båda nord- och sydstats arméerna gröna uniformer för vissa förband i kamouflerande syfte, exempelvis USA:s 1:a skarpskytteregimente(en) (1st United States Sharpshooters). Även de vanliga blåa och gråa uniformerna som utmärkte var sida gav visst kamouflage och då sydstaterna hade ont om krigsmateriel färgades blåa tillfångatagna nordstatsuniformer om genom att koka de i en lutblandning med färgämne från grå valnöt (engelska: butternut), vilket gav en gulbrun eller grönbrun färg på uniformen som gav visst kamouflage. Av detta fick uniformerna smeknamnet ”butternuts”. Utöver maskeringsfärgade uniformer användes även grönska flitigt för att dölja artilleri och dylikt. 

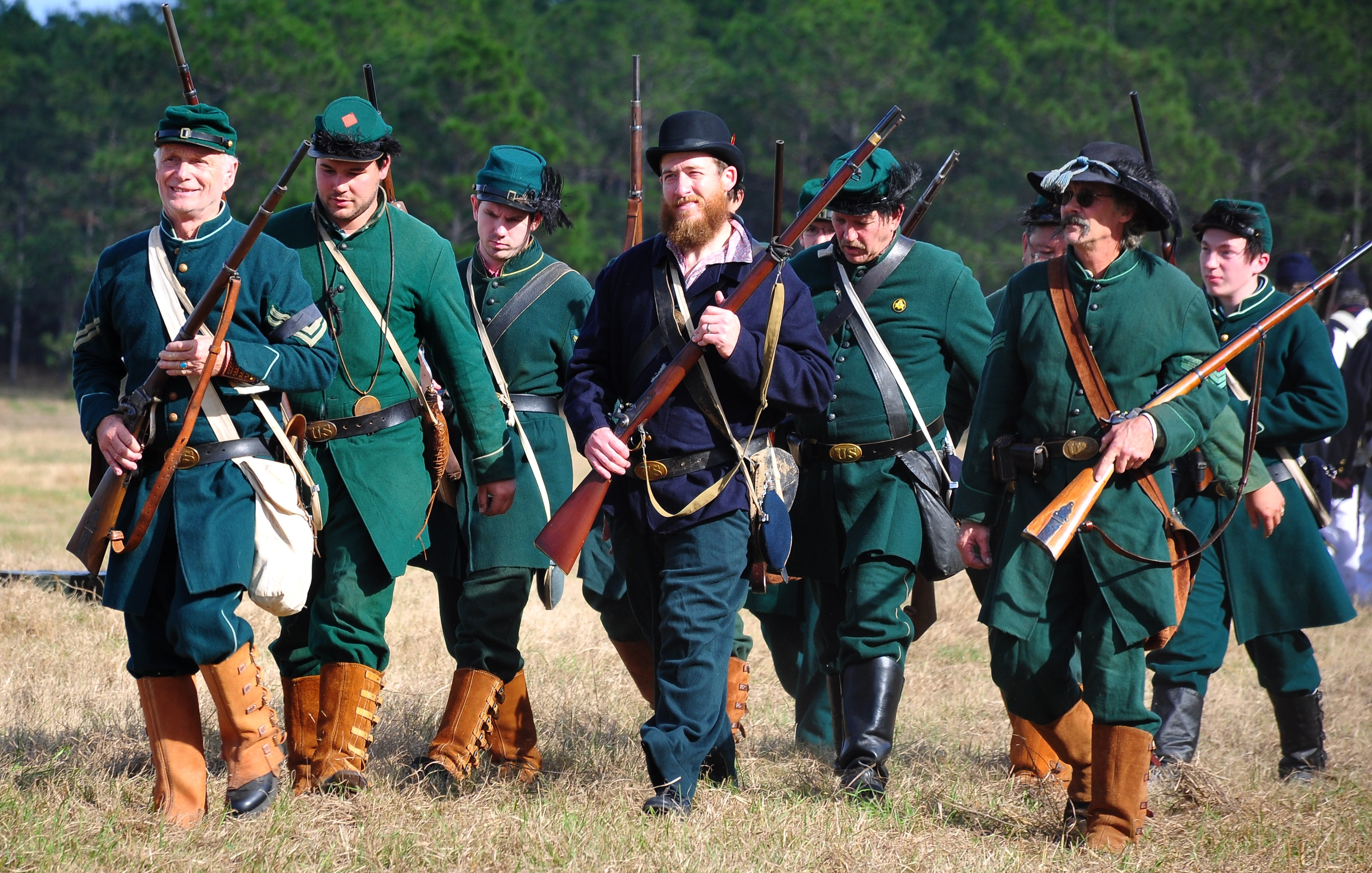
Skådespelare utklädda till USA:s 1:a skarpskytteregimente med grön uniform.
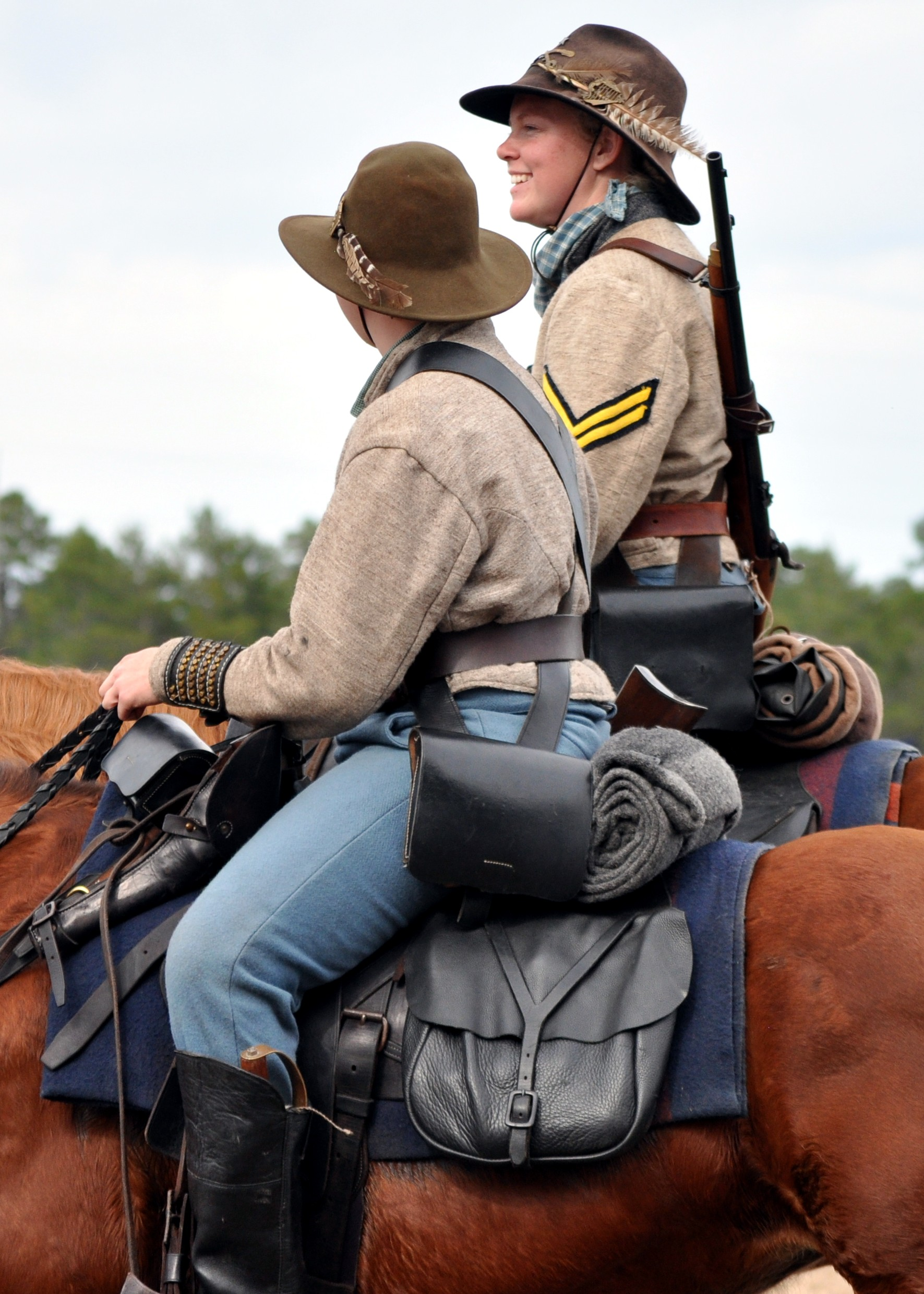
Skådespelare i ”butternut”-sydstatsuniform.

Amerikanska inbördeskrigets följdes noga av västvärlden och de militära principer som introducerades under kriget gav stort intryck på det militära väsendet världen över. Enkelfärgade uniformer i nyanser av blått, grått och brunt började ta över som normen i Europa och kontrasterande uniformsdekorationer minskade i antal och storlek.

### 1900-talet
Under 1900-talets början försvann kontrasterande uniformsdekorationer nästan helt i Europa och uniformer blev helt inriktade på att smälta in användaren mot naturen. En stormakt som stod ut från normen var dock Frankrike, vilka föredrog sina traditionella färgglada röda byxor, kallade pantalon rouge(en), med sin annars blåa uniform. Inför första världskriget försökte franska försvarsministern Adolphe Messimy(en) att förgäves modernisera den franska fältuniformen med en enhetsfärg men fick backa efter motstånd i pressen att det ”strider mot både fransk smak och militär funktion”. De röda byxorna i den franska uniformen bidrog till höga dödsantal i den franska armén under krigets första månader och uniformen byttes raskt ut mot en helblå i december 1914.
I samband med första världskriget fick även maskeringsmönster sitt stora genombrott och blev brukligt på allt från fortifikationer och hjälmar till fartyg, pansarbilar och stridsvagnar med mera. Ett särskilt exempel är dazzle-mönstret, ett marint maskeringsmönster introducerat under första världskriget som består av komplexa mönster av geometriska former i kontrasterande färger som avbröt och korsade varandra, ämnande att vilseleda eller störa motståndarens ögon från att se skeppets färdvinkel och kanonportar etc.
Efter första världskriget fortsatte utvecklingen av maskering. Av kostnadsskäl fortsatte maskeringsmönster att förvisas till bruk på farkoster och fortifikationer. Först under andra världskriget började maskeringsmönster introduceras på uniform. Åren 1940–1941 experimenterade USA med maskeringsmönster på uniform och 1942 introducerades mönstret M1942 Frog Skin(en) (”grodskinn”) i begränsat antal. Nazityskland hade under samma period börjat producera diverse maskeringsmönster.
Följande kriget introducerade fler och fler försvarsmakter maskeringsmönster till uniform.

### 2000-talet
Sedan kalla krigets slut använder ytterst få försvarsmakter uniform utan maskeringsmönster. En av få försvarsmakter som fortsatte med enkelfärgad uniform in i 2000-talet var Österrike — se avsnittet § Österrikes försvarsmakt.

## Sveriges försvarsmakt

### Kamouflagemönster
I Sverige experimenterade försvarets forskningsanstalt (FOA) med maskeringsmönster på 1960- och 1970-talet vilket resulterade i ett mönster 1972 som kommit att kallas FOA-kamouflage (även kallat ”Viggen-kamouflage”). FOA-kamouflaget introducerades bara hos fordon och större materiel men ett liknande mönster med ovanlagrade prickformer togs fram av kamouflagenätstillverkaren Barracudaverken AB (idag Saab Barracuda AB) under det senare 1970-talet, sedermera kallat Barracuda-mönster, vilket även utprovades på uniform. Barracudas mönster togs aldrig i utbrett bruk, även om vissa provexemplar såsom kapell hos terrängbilar togs i begränsat bruk. Erfarenheterna från FOA-kamouflaget och Barracuda-mönstret ledde så småningom till mönster M90 under 1990-talet, i stort sett ett nerskalat FOA-mönster i ny färgskala.

### Stridsvagnskamouflage
Sverige kom först att bruka maskeringsmålning i större skala på stridsvagnar och andra militära fordon från slutet av 1920-talet. Vintern 1927–1928 målades stridsvagn fm/21 med vit krita i streckmönster över den grå grundfärgen. Senare samma år försågs de med en maskeringsmålning i mörkgrönt, brunt och ljus sand i oregelbundna fält som separerades med en svart bård. Detta mönster gavs även till pansarbil fm/26.

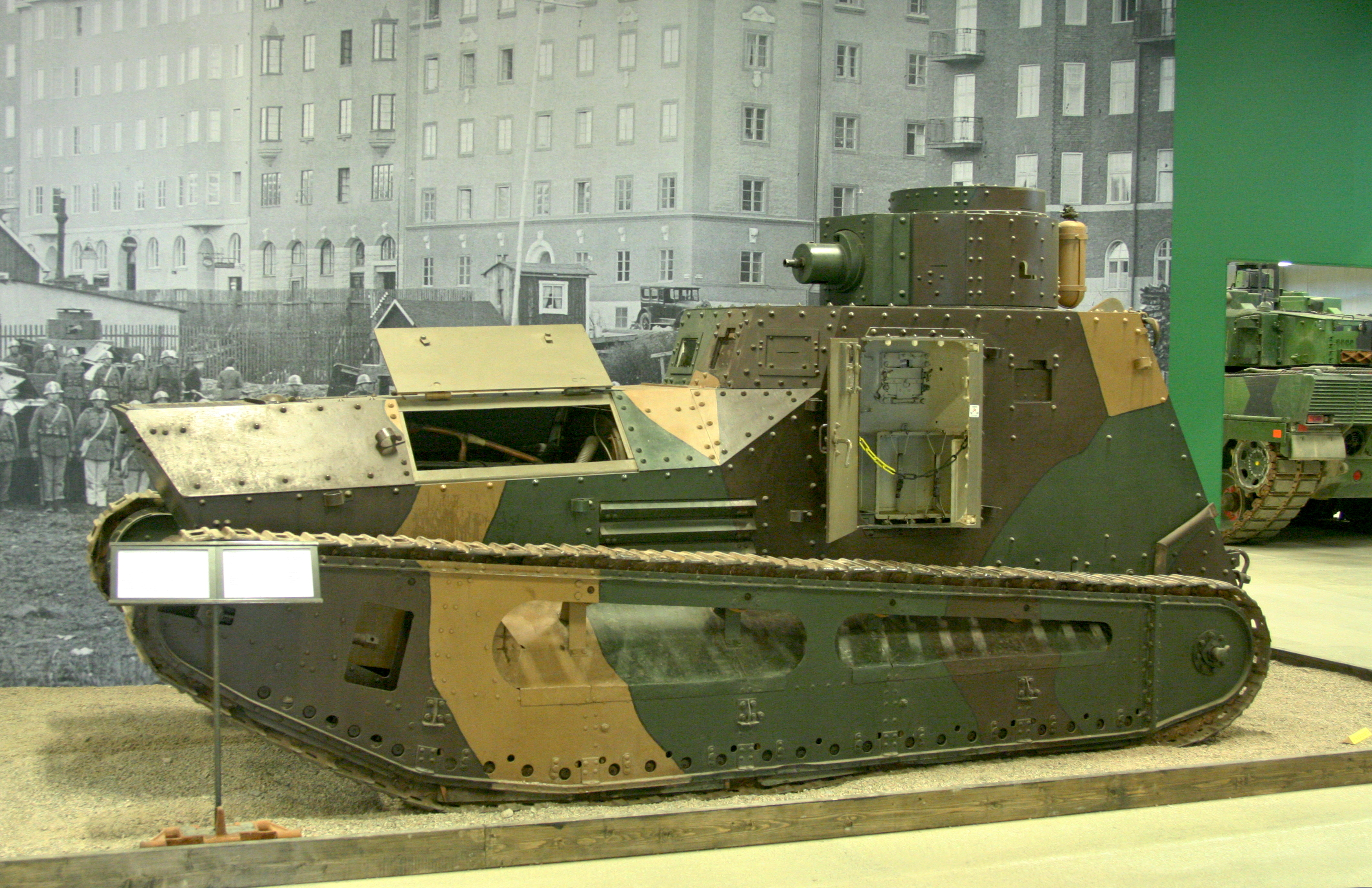
Stridsvagn fm/21 i 1928-års maskeringsmålning.
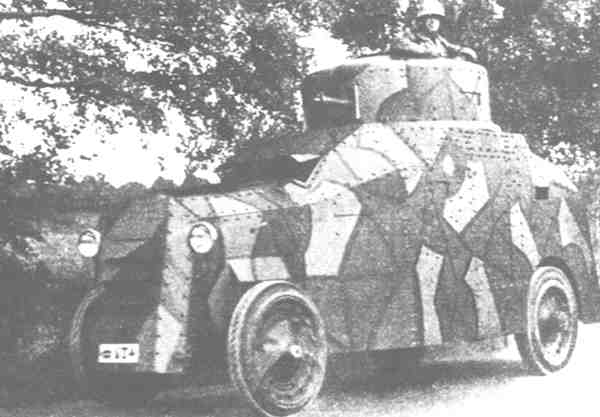
Pansarbil fm/26 i 1928-års maskeringsmålning.

Vid införskaffning av senare pansarfordon, såsom pansarbil m/31 och stridsvagn m/31, m/37, m/38, var de till en början helmålade i grå, men kring andra halvan av 1930-talet påbörjades maskeringsmålning som standard. Grundfärgen och bandaggregatet förblev grå, men utvändigt målades annars ett fläckigt mönster i färgerna svart, olivgrönt och brunt. Detta byttes senare mot en grundmålning i olivgrönt med fläckmönster i svart och brunt.

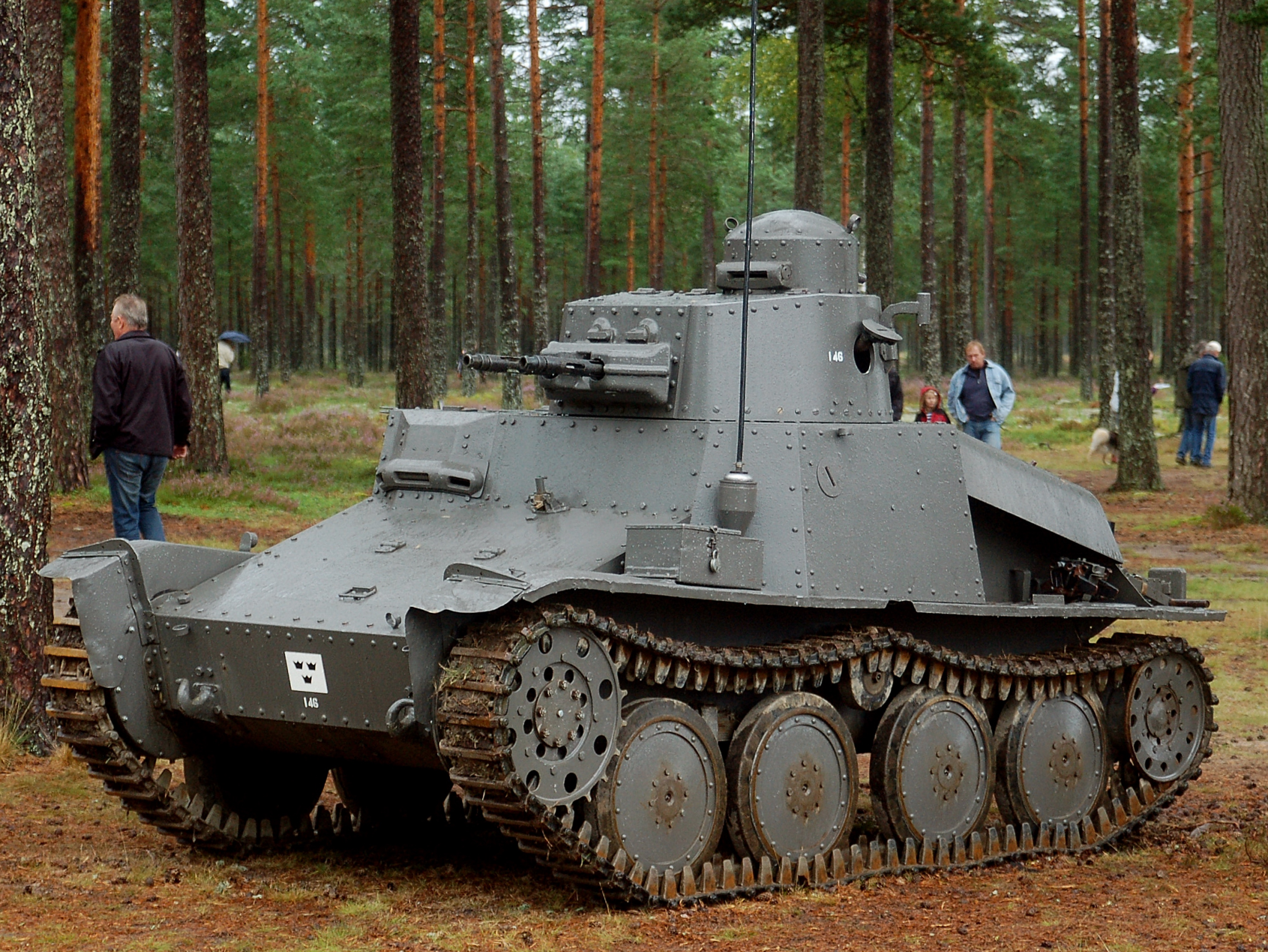
Stridsvagn m/37 i grå grundfärg.
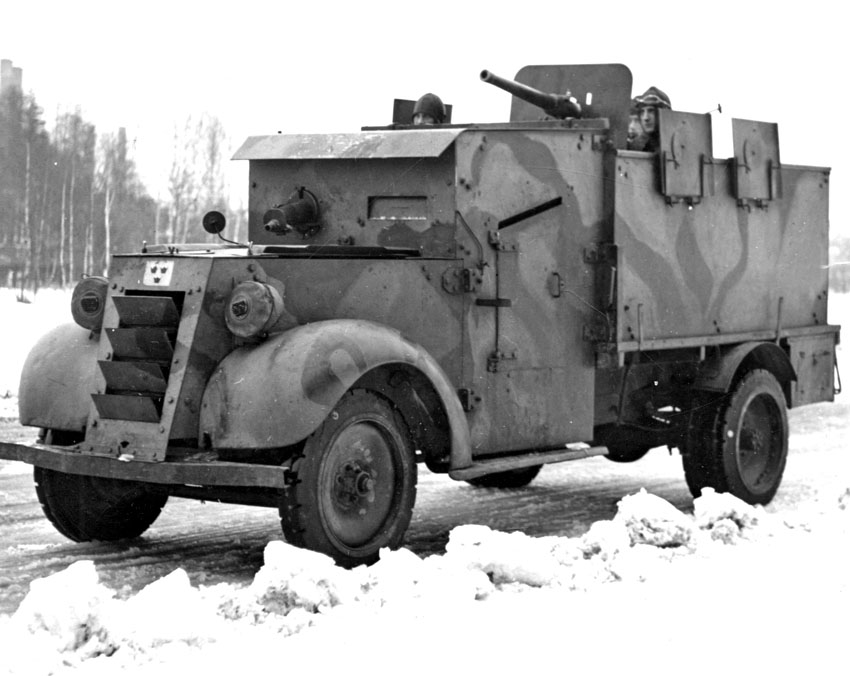
Pansarbil m/31 i grå grundfärg med vitt vintermönster.
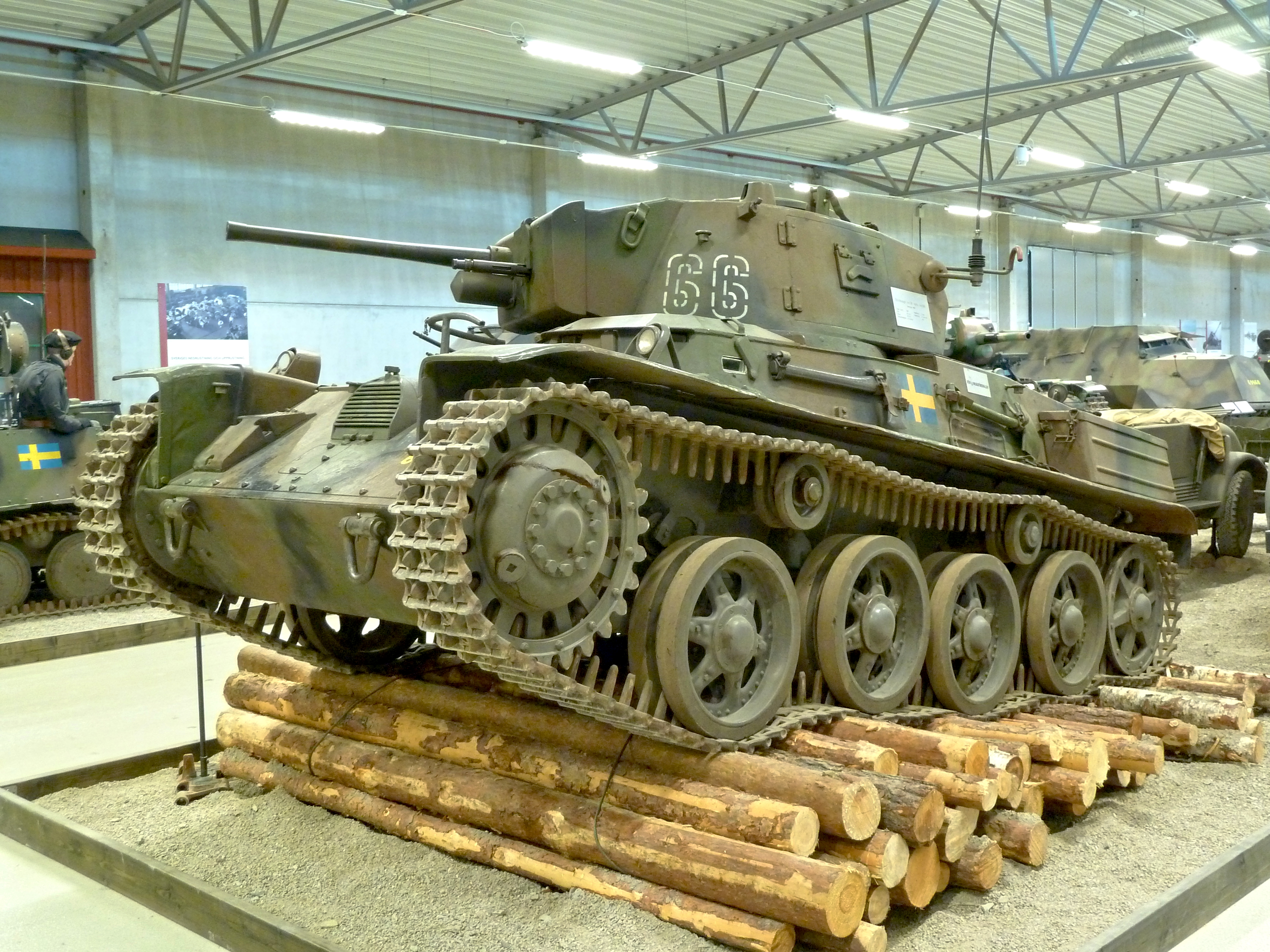
Stridsvagn m/38 i grå grundfärg med tretons-fläckmönster utom på bandaggregatet.
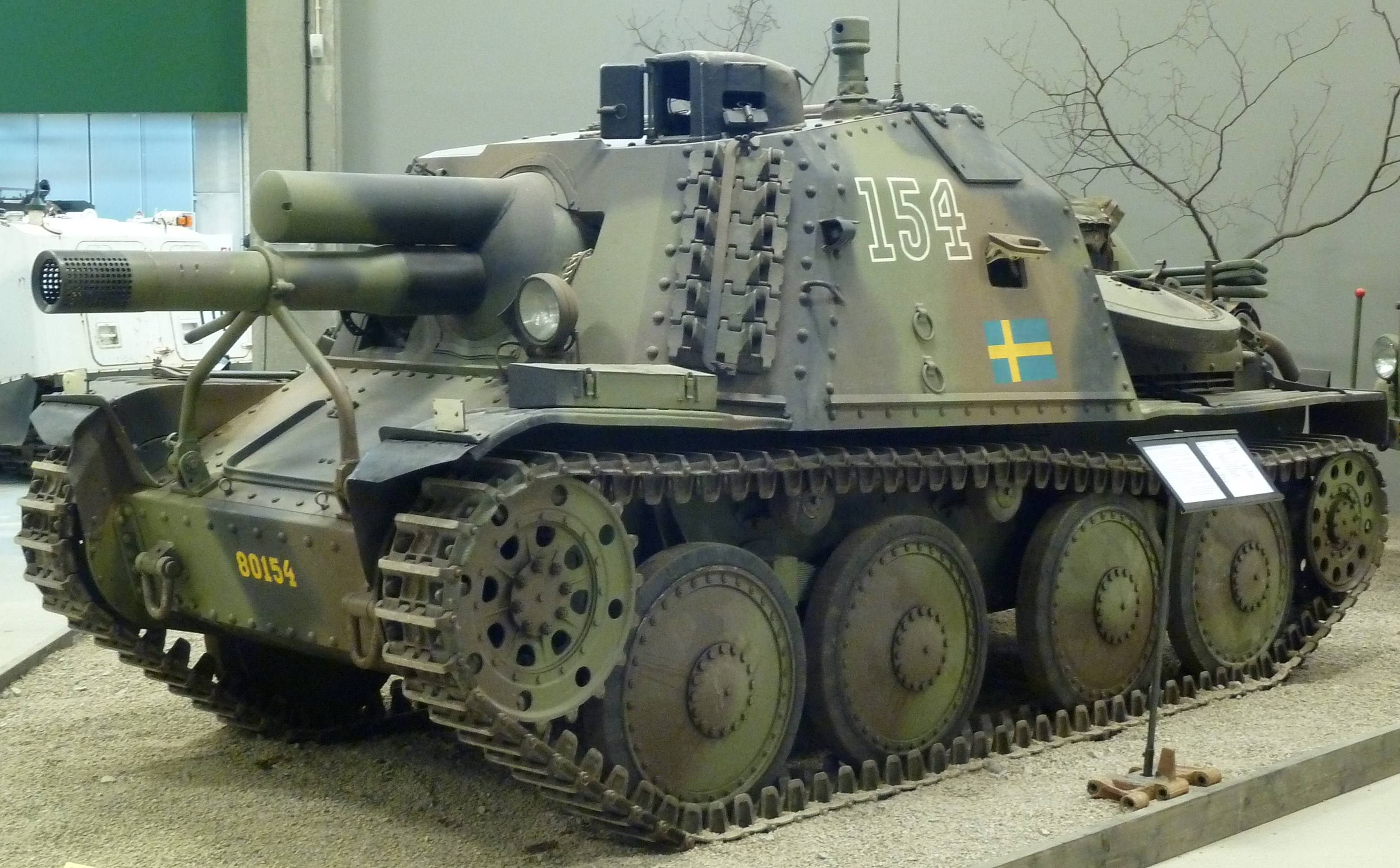
Stormartillerivagn m/43 i grön grundfärg med tretons-fläckmönster.

Under 1950-talet övergick fordonsmålning till enkelfärgat i olivgrönt, med vissa undantag. På vintern målades vagnarna vita eller i vitt mönster. Detta ersattes sedermera med FOA-kamouflage i fyra toner: mörk olivgrön, ljus olivgrön, svart och brunt. FOA-mönstret kom även att kopieras av norska pansarvapnet i en fyr- och tretonsvariant, samt av finska pansarvapnet 1980 i en uppskalad tretonsvariant. Vid introduktion av M90-kamouflage gavs svenska fordon istället en tretonsvariant av denna där det bruna togs bort.

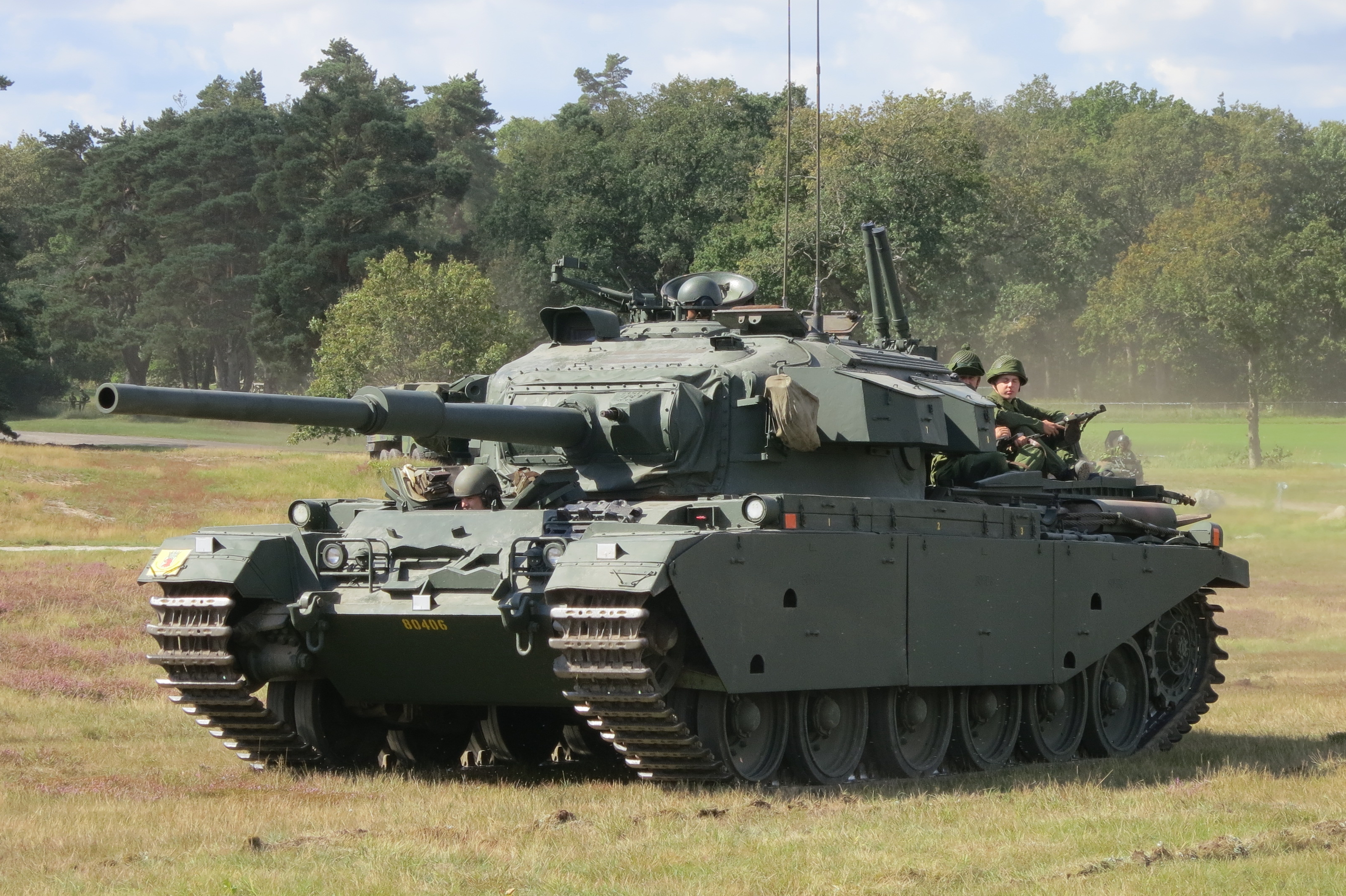
Stridsvagn 102 i olivgrön grundfärg.
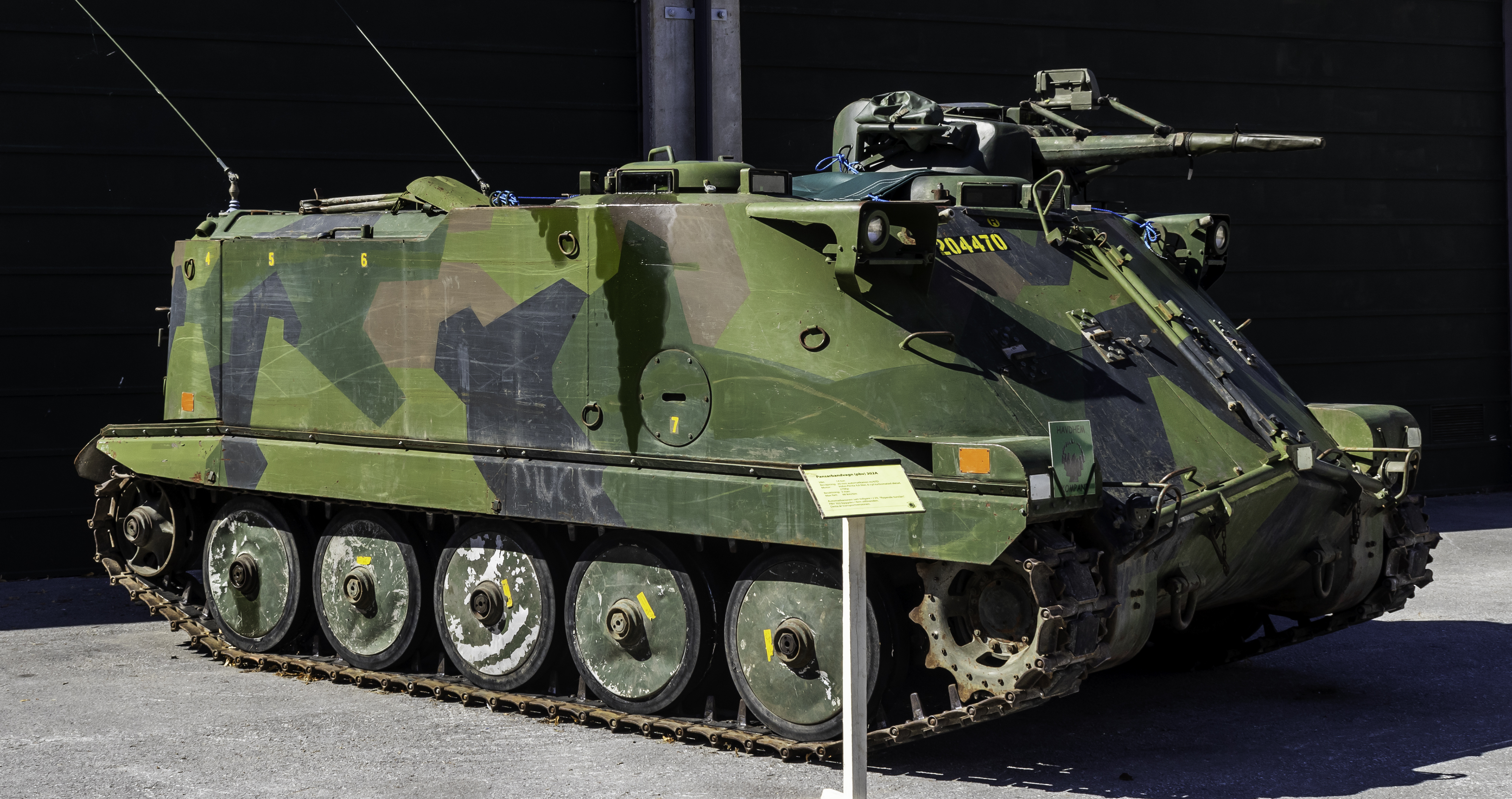
Pansarbandvagn 302 i FOA-fyrtonsmönster.
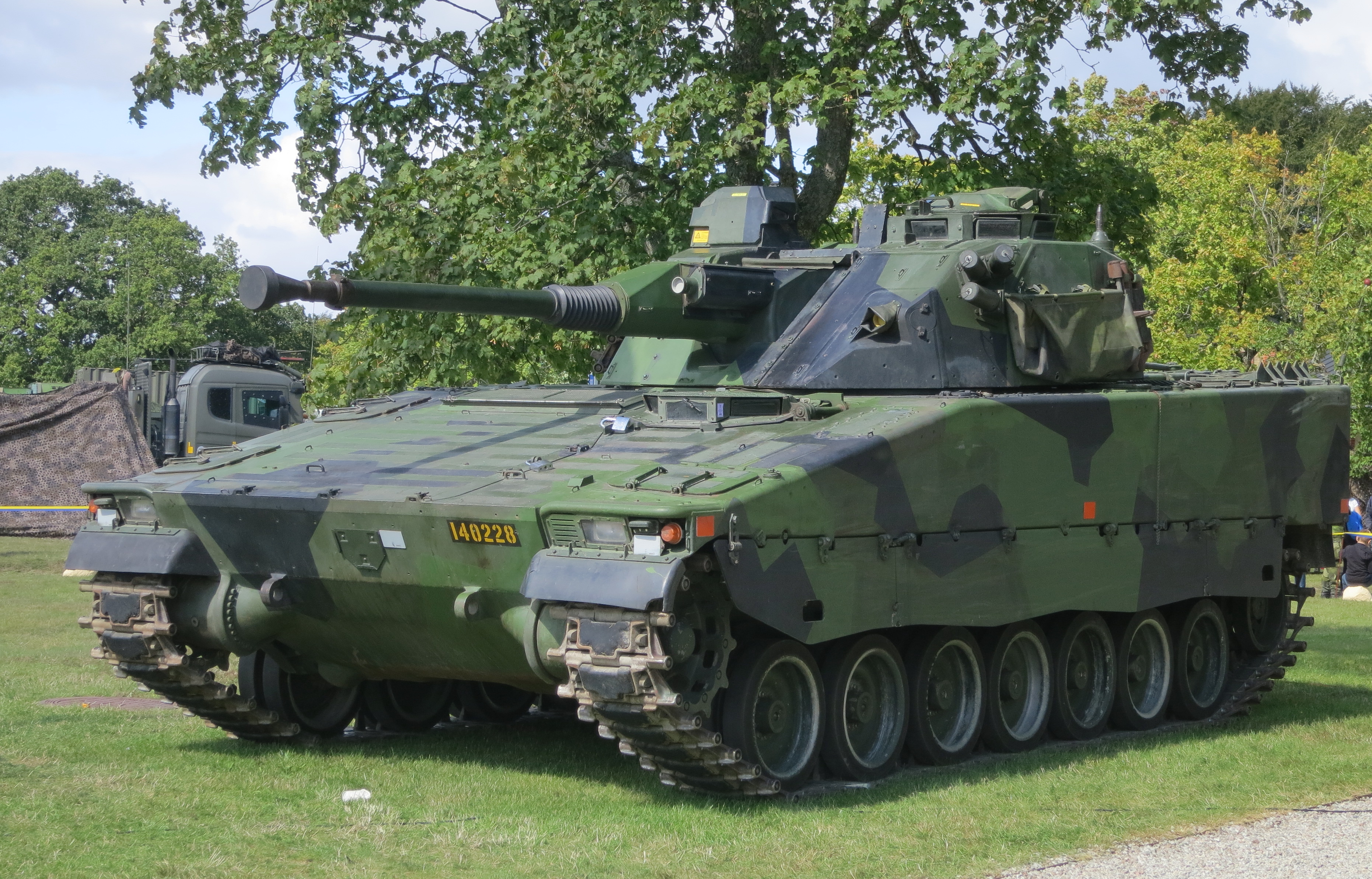
Stridsfordon 9040 i M90-tretonsmönster.

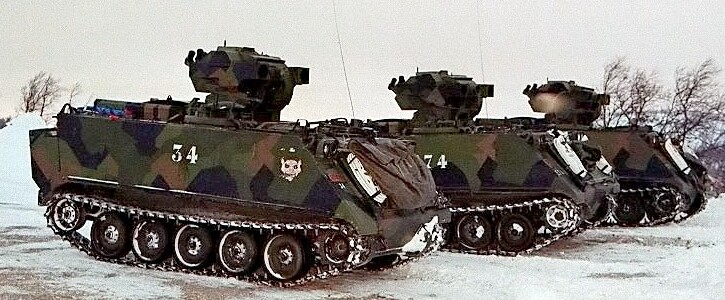
Norsk NM-142 i kopierat FOA-fyrtonsmönster.
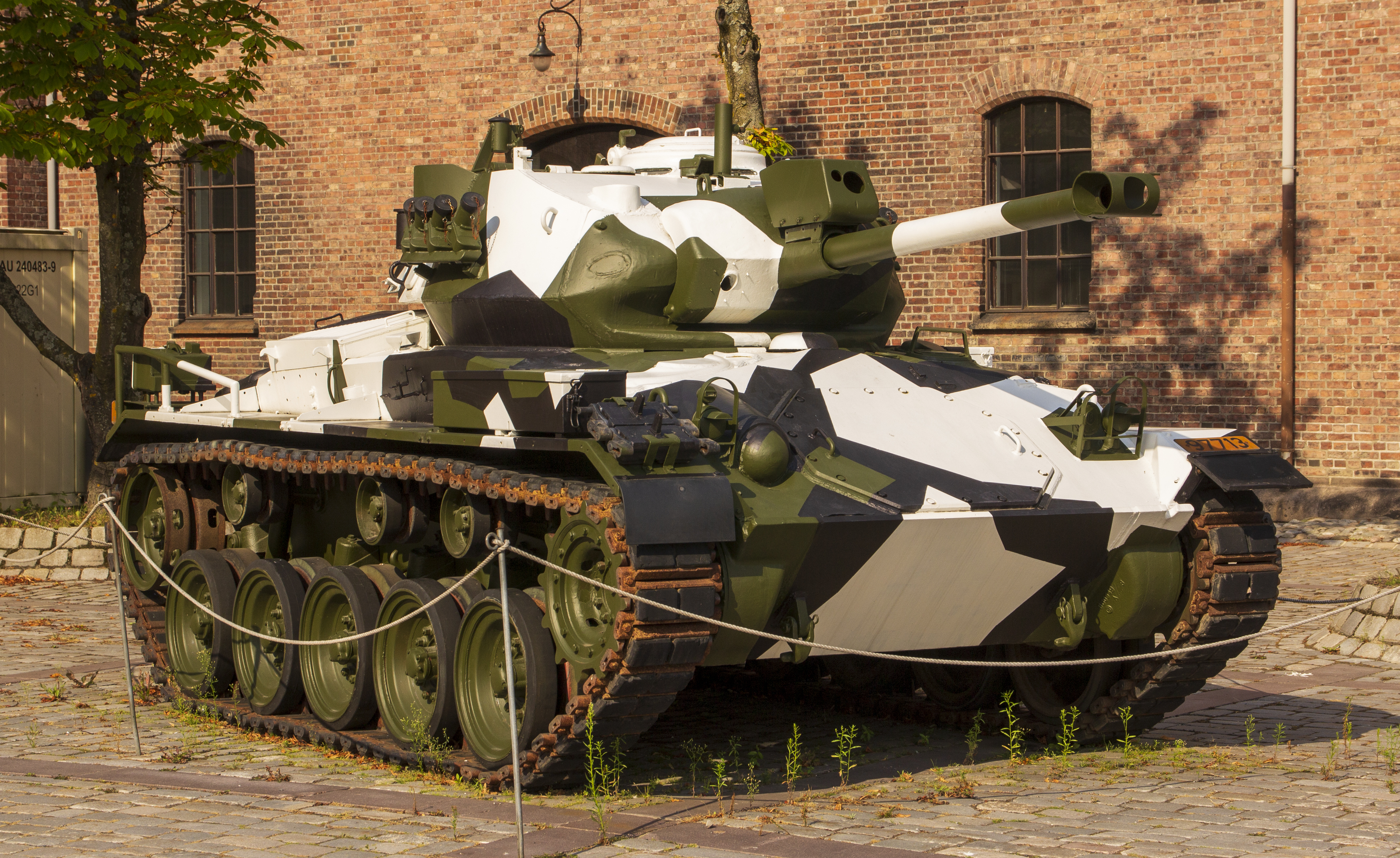
Norsk NM-116 i kopierat FOA-tretonsmönster med vinterfärg.
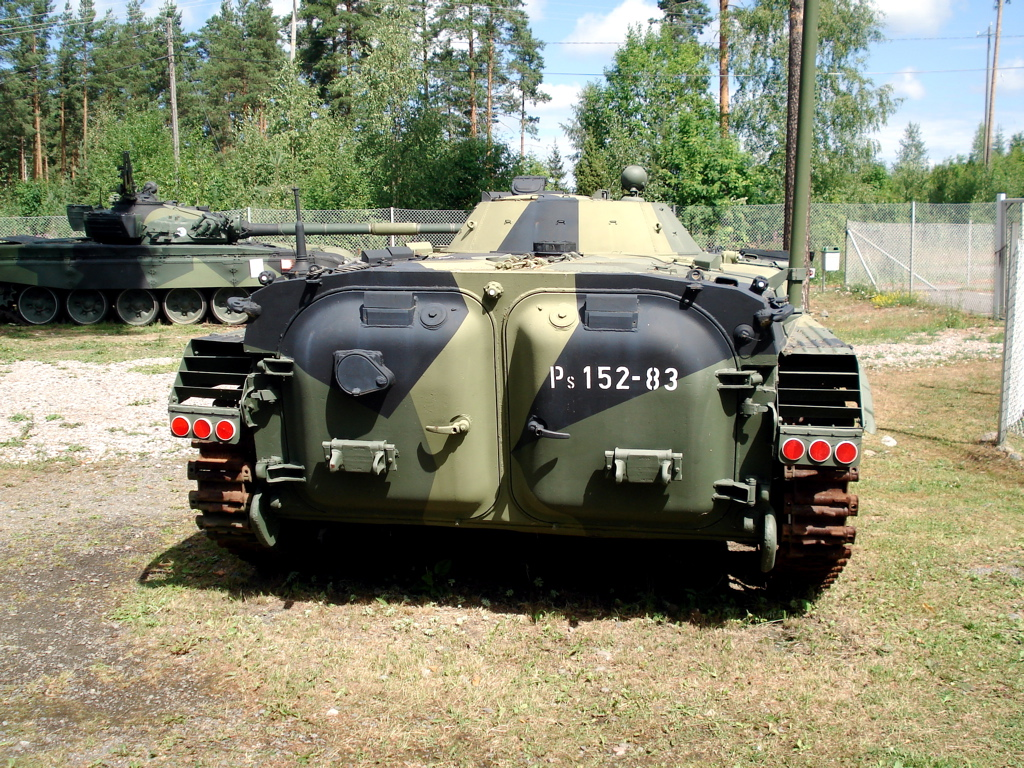
Finsk BMP-1 och T-72 i kopierat FOA-tretonsmönster.

## Österrikes försvarsmakt
Österrikes försvarsmakt är en av få försvarsmakter som fortsatte med enkelfärgad standarduniform in i 2000-talet, med den så kallade Kampfanzug 03 (”stridsdräkt 2003”) i enkelfärgen RAL 7013, en gråbrun färg introducerad på 1970-talet för Kampfanzug 75 (”stridsdräkt 1975”).
 Åren 2011–2014 introducerade Österrikes försvarsdepartement två digitalmönster i mindre utsträckning: ökenmönstret Tarndruck Beige PXL för utlandstjänst och multimiljömönstret Tarndruck SEK PXL för specialförband. År 2017 introducerades två nya mönster ämnade för hela försvaret: multimiljömönstret Tarnanzug ÖBH respektive ökenmönstret Tarnanzug Beige ÖBH, vilka periodiskt ska ersätta de äldre uniformerna.

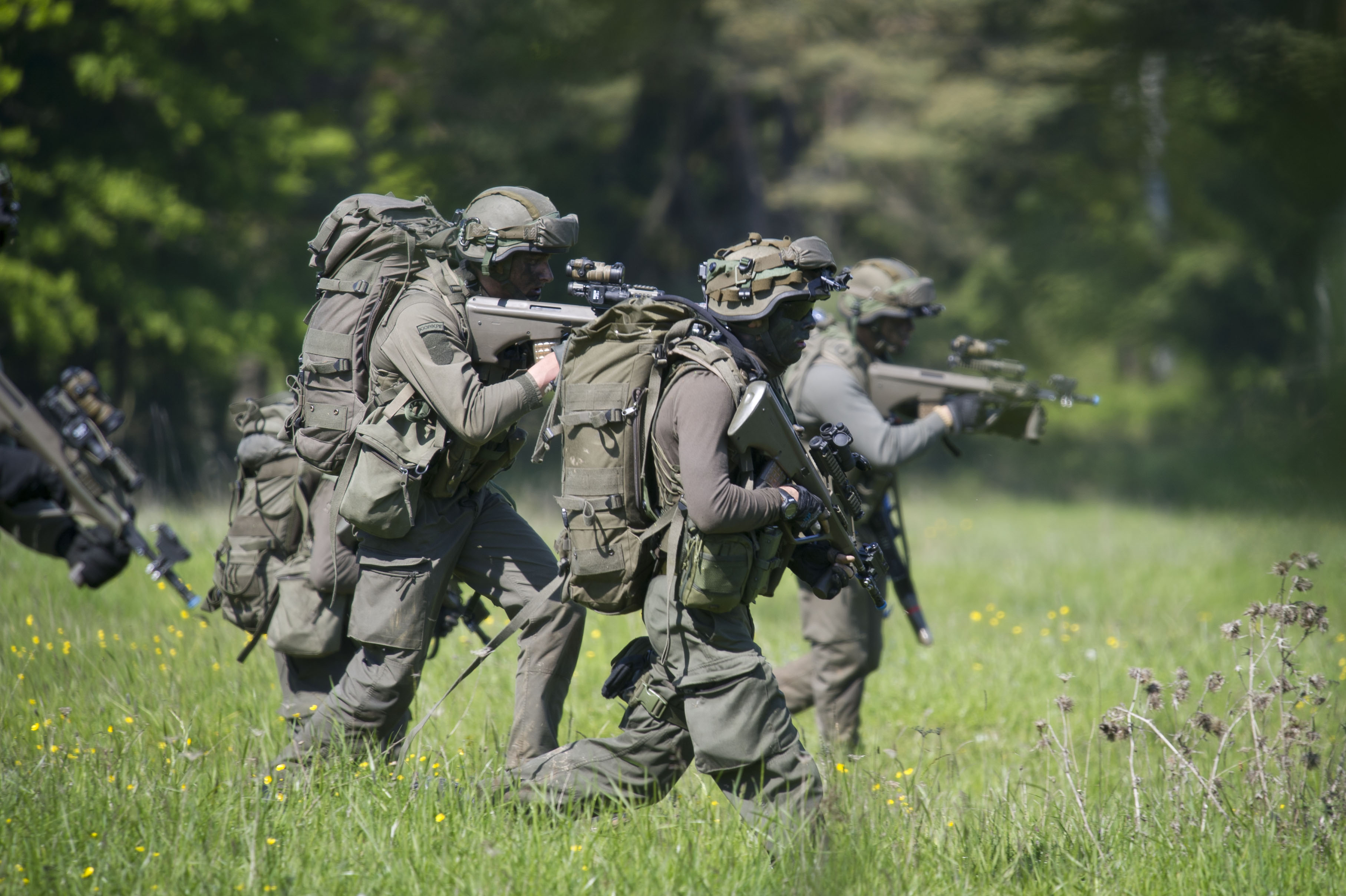
Österrikiska soldater i RAL 7013-enkelfärgade Kampfanzug 03-uniform.
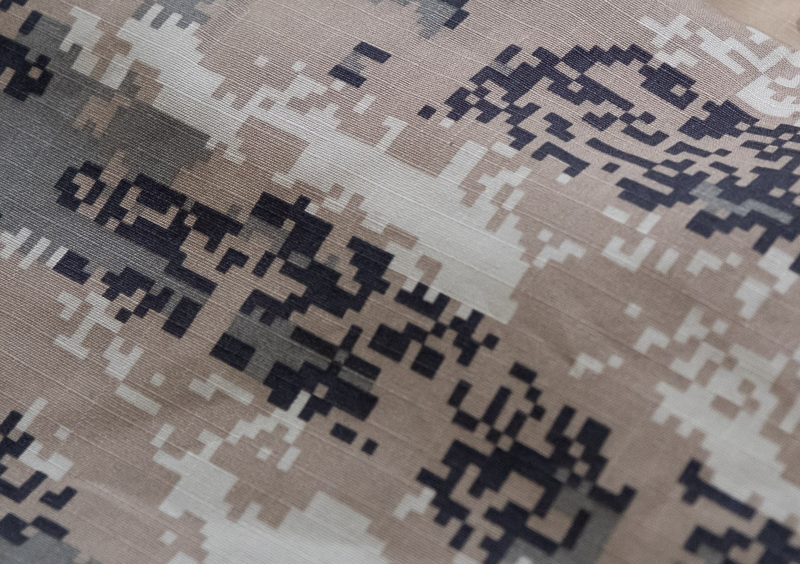
Österrikiskt ökenmönster för utlandstjänst, typ Tarndruck Beige PXL.
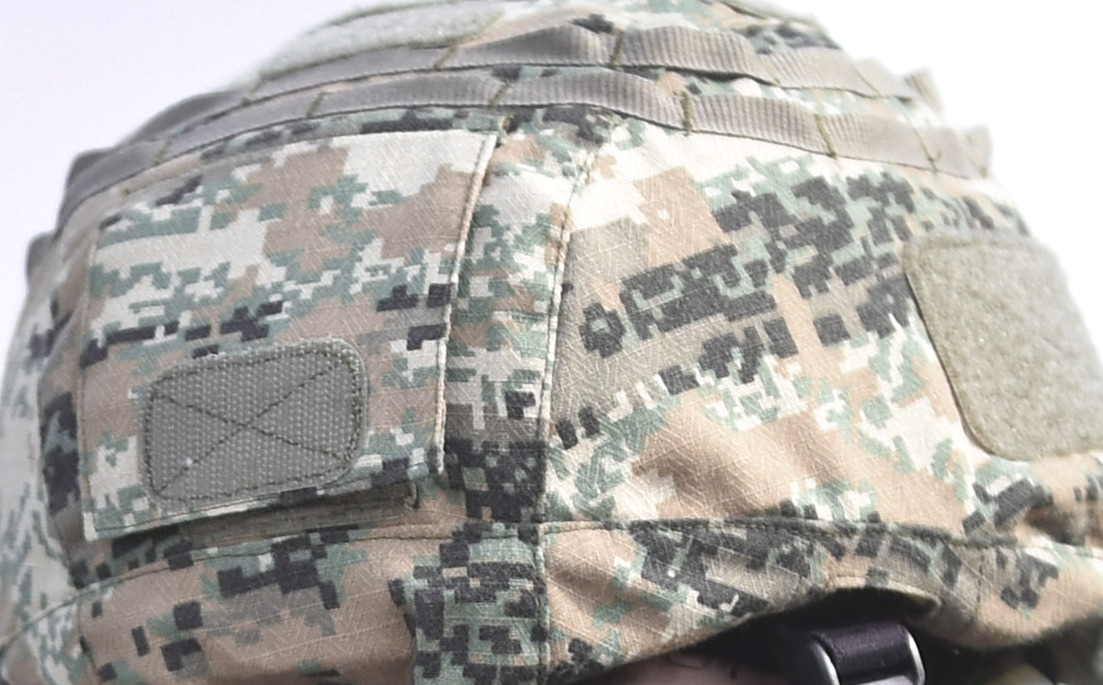
Österrikiskt multimiljömönster för specialförband, typ Tarndruck SEK PXL.
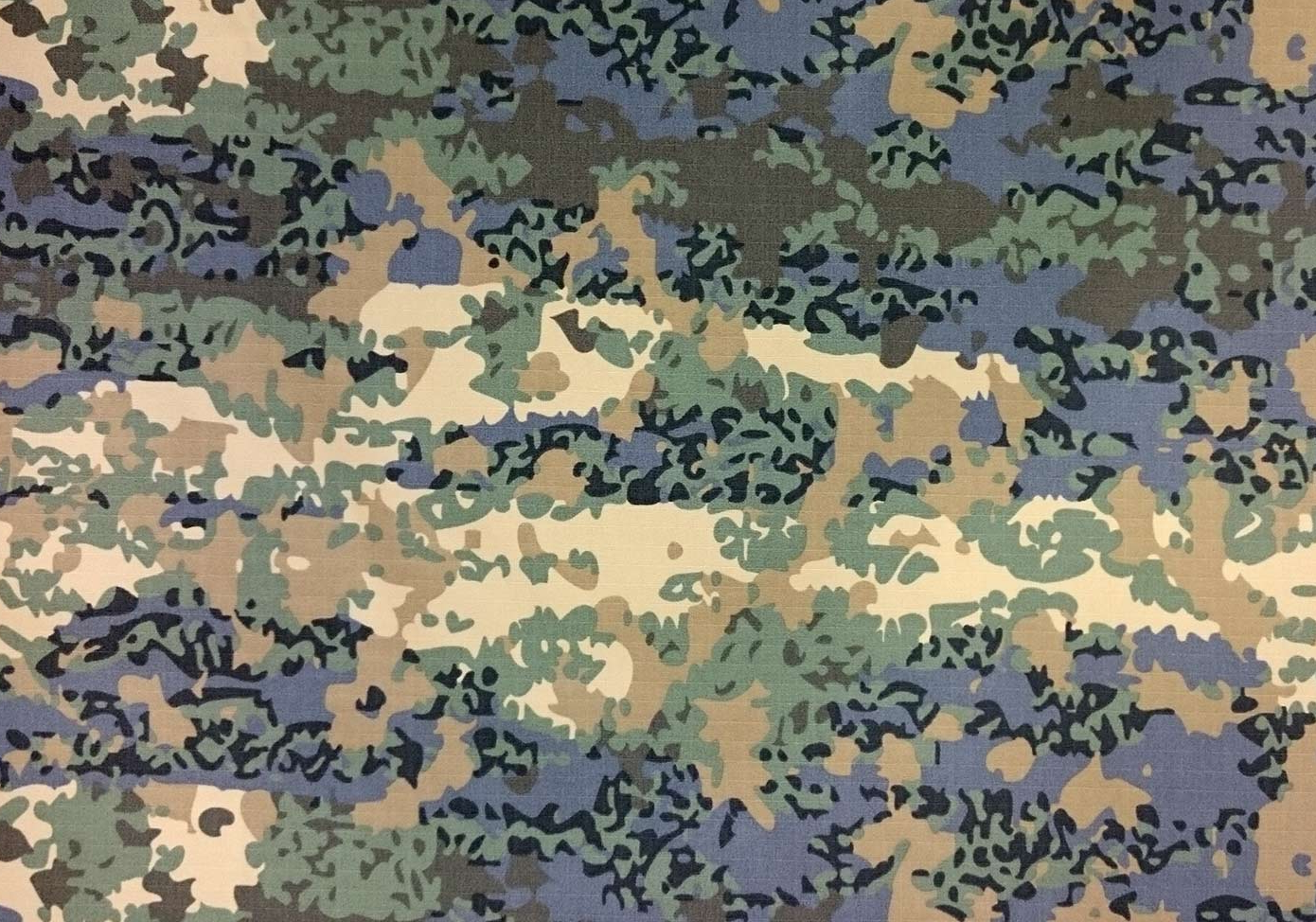
Österrikiskt multimiljömönster för reguljära förband, typ Tarnanzug ÖBH.
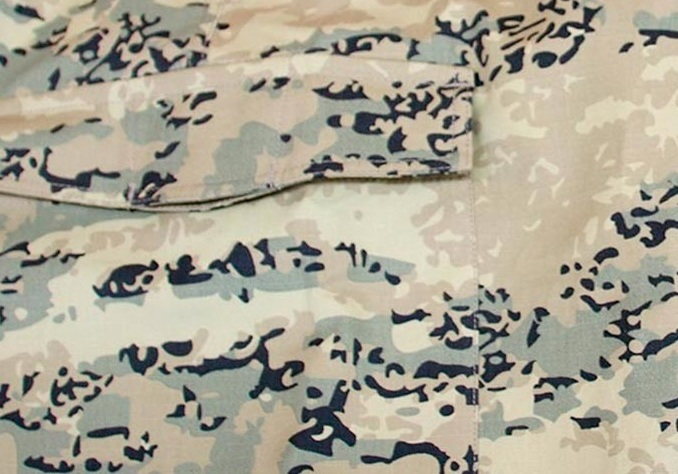
Österrikiskt ökenmönster för reguljära förband, typ Tarnanzug Beige ÖBH.

## Typer
- Adaptivt kamouflage
- Ghilliedräkt

### Maskeringsmönster
inkomplett lista
- Dazzle-kamouflage
- Digitalt kamouflagemönster(en)
- Splinter-kamouflage(en)

### Svenska maskeringsmönster
- 1972 – FOA-mönster
- 1979 – Barracuda-mönster
- 1990 – M90-mönster